# 松任谷由実のコンサート一覧
松任谷由実のコンサート一覧（まつとうやゆみのコンサートいちらん）は、松任谷由実のコンサートに関する一覧記事。

## SURF & SNOW
夏に海沿いプール(主に逗子マリーナ)、冬にスキー場(主に苗場プリンスホテル)にて開催するリゾートライブ。
逗子公演は当初毎年実施していたが、アルバム制作のクオリティ追求のため1990年代より隔年開催となった。また、会場であるマリーナ内プール施設の改造によりステージおよび客席が構築できなくなったため、2004年のvol.17で終了した。なお、1979年の葉山公演は、コンサートツアー「OLIVE」と衣装やセットリストがほとんど同じため、カウントから外されている。
苗場公演は現在も毎年開催されており、2025年シーズンにはvol.45を迎えた。日本国内で単一のアーティストが毎年続けているイベントとしては、最長記録を更新中である。収容1,300人程度の小規模な会場で、ライブハウス的な雰囲気の中で行うコンサートであり、ファンが直接ユーミンにリクエスト曲を告げて演奏してもらうリクエストコーナーが現在でも存続するなど、ファンの聖地となっている。1998年のvol.18よりインターネットによる配信も行っている。2008年から2015年は日替わりで2パターンのセットリストを用意し、2008年から2012年にはゲレンデライブも行われた。

## Merry Xmas from YUMING
新さくら丸、ふじ丸をチャーターしてのクリスマスクルージングパーティー。

## その他 主なコンサート
| 開催年           | コンサート名 |
| 1973年           | 『学園祭（國學院大學）』 |
| 1974年           | 『学園祭（九州芸術工科大学,法政大学,東北学院大学,青山短大,学習院短大,東海大学）』『天王寺野外 Pop Festival』『渋谷ジァン・ジァン Monthly Concert 出会い』(6公演),『Christmas Concert』他 |
| 1975年           | 『学園祭（名古屋学院大学,東海大学,川崎医科大学,東京経済大学,山梨学院大学,愛知学院大学,中部工業大学,立教女学院,大東文化大学,実践女子学園,慶應義塾大学）』, 『合歓 Festival』, 『Japan Rock Festival』, 『Fork & Rock in 敦賀』, 『岩手山 Festival』, 『吉田拓郎・かぐや姫 コンサート インつま恋』(Guest)他 |
| 1978年           | 『GO ROcking Festival no.4』 |
| 1979年           | 『Summer Festival in 柏崎』, 『学園祭（中央大学,青山学院大学,京都産業大学,早稲田大学）』, 『Xmas Ivy Party』 |
| 1980年           | 『学園祭（聖マリアンナ医科大学,昭和薬科大学,聖心女子大学,明治大学）』,『小朝の夜はともだちII』(Guest) |
| 1982年           | 『TBS赤坂ライブ大賞受賞記念 Concert』 |
| 1999年           | 『GROOVE DYNASTY DRUM NIGHT 1999』(Guest) |
| 1999,2001,2004年 | 『Internet Home Live vol.1〜3』 |
| 2002年           | 『JAZZY FROM TOKYO NIGHT WITH Blue Breath』(Guest) |
| 2003年           | 『Smile & Tears Special〜SIMPLY〜』(Guest) |
| 2004年           | 『Earth Day Concert』 |
| 2005年           | 『Lim Hyung Joo Concert』(Guest), 『Silk Road Concert』(Guest) |
| 2006年           | 『My Linh Concert』(Guest) |
| 2008年           | 『湘南 Cafe Bread & Butter』(Guest), 『ゆずのね』(Guest), 『劇的3時間SHOW』(Guest) |
| 2009年           | 『Iconic Music Live』, 『COUNTDOWN JAPAN 09/10』(Guest) |
| 2012年           | 『Procol Harum Live』(Guest), 『Silent Christmas〜Wishes for you〜』（2公演） |
| 2013年           | 『関東大学ラグビー 早明戦』(Guest) |
| 2014年           | 『オールナイトニッポン Radio Live 忘れられぬミュージック』, 『Bread & Butter with Girl Friends vol.5 FINAL』(Guest) |
| 2015年           | 『ROCK十 CHAR LIVE IN 日本武道館』(Guest), 『ALFA MUSIC Live』（2公演） |
| 2017年           | 『武部聡志 Original Award Show〜Happy 60〜』(Guest) |
| 2018年           | 『SONGS & FRIENDS 小坂忠 ほうろう』(Guest) |
| 2019年           | 『奉祝感謝の集い』, 『LIVE SNOW & SNOW JAPAN PRESS CONFERENCE 2019』, 『LIVE PRIDE〜愛をつなぎ、社会を変える〜』(Guest) |
| 2020年           | 『鳥山雄司〜Happy 60〜』(Guest) |
| 2022年           | 『SONGS & FRIENDS Music Tree Grow to the SKYE & their family』(Guest), 『SKYE TOUR 2022』(4公演、Guest) , 『不思議の国のジュジュ苑 -ユーミンを巡る物語- JUJUの日スペシャル』(Guest) |
| 2023年           | 『SONGS & FRIENDS ムッシュかまやつ トリビュート for 七回忌』,『東京SUGOI花火2023 Yuming 50th Anniversary 〜真夏の夜の夢〜』 |